# Physalis
Physalis es un género de plantas de la familia de las solanáceas, nativo de las regiones templadas, cálidas y subtropicales de todo el mundo.

## Descripción
El género se caracteriza por su fruto anaranjado, amarillento y  pequeño, similar en forma y estructura a un tomate, pero envuelto en parte o completamente por una cáscara grande que deriva del cáliz. 
La "uchuva", como se la conoce en Colombia, se caracteriza por una baya carnosa, dulce y algo ácida, cubierta por una cáscara formada por cinco sépalos que la protege contra insectos, pájaros, patógenos y condiciones climáticas extremas.
Una de las principales características del fruto son sus excelentes cualidades nutricionales que han sido poco difundidas[cita requerida], especialmente sus propiedades de reducción de colesterol, su alto contenido de fibra, vitamina A y apreciado por su excelente y alto contenido de caroteno y vitamina C, y su bajo nivel de calorías. Rico en minerales, especialmente calcio, hierro y fósforo; contiene niveles importantes de proteína. Fortalece el sistema inmunitario y la visión, además de funcionar como antioxidante. Es además una buena fuente de pectina.
Otra de las bondades de la Physalis es su gran duración a temperatura ambiente una vez cosechada. Sin estar afectado el fruto directamente por el sol, puede durar hasta 25 días sin grandes alteraciones[cita requerida].
Su cultivo, originario de América del Sur, se remonta al período de los incas en el Perú. La conservación de los recursos genéticos de los cultivos andinos permitirá a la humanidad una utilización sostenida de plantas con frutos alimenticios aromáticos y medicinales con características excepcionales. Tienen una enorme importancia potencial para la producción de alimentos de alta calidad nutritiva, obtención de sabores, aromas, sustancias y elementos activos con cualidades únicas.
En el norte de España se cultiva generalmente como aprovechamiento marginal porque crece fácilmente en los climas frescos y húmedos de influencia marina. En Asturias se conoce como "fisalis".

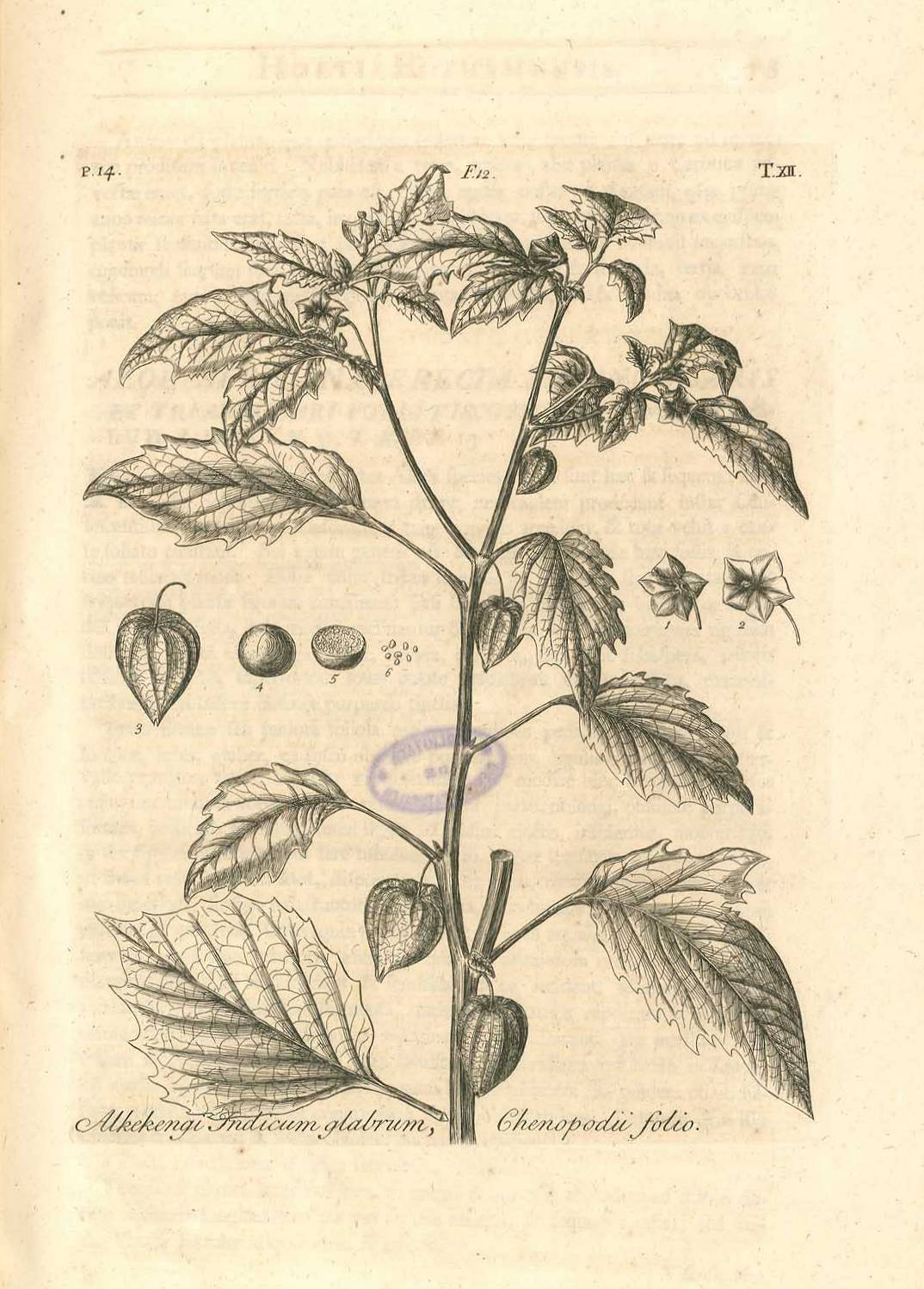
ilustración en Hortus Elthamensis

## Usos
Su consumo es en forma natural, en fondos de chocolate, repostería, jaleas, jugos, helados, dulces, mermeladas, en salsas para carnes blancas y ensaladas e inclusive como decoración de platos especiales. Internacionalmente se le considera como una fruta exótica. Industrialmente se fabrican mermeladas, néctares, jugos turbios, y conservas con resultados muy satisfactorios, ofreciendo un rendimiento de 83 a 86% en pulpa.

## Fruto
Baya carnosa y jugosa en forma de globo u ovoide con un diámetro que oscila entre 12 y 25 mm y un peso de aproximado entre 4 y 7 g en promedio (var. Peruviana), cubierto por un cáliz o capacho formado por cinco sépalos que le protege contra insectos, pájaros, patógenos y condiciones climáticas extremas.

### Composición o contenido nutricional (100 g de pulpa)[3][4][5]
- Calorías: 54
- Agua g: 79
- Proteína g: 1,1
- Grasa g: 0,4
- Carbohidratos: 13,1
- Fibra g: 4,8
- Cenizas g: 1
- Calcio mg: 7
- Fósforo mg: 38
- Hierro mg: 1,2
- Vitamina A (UI):648
- Tiamina mg: 0,18
- Riboflavina mg: 0,03
- Niacina mg: 1,3
- Ácido ascórbico mg: 20
- Pulpa/100 g fruta: 70
- Piel/100 g fruta: 3,5
- Semillas/100 g fruta: 26,5

## Especies
- Género (Physalis)
  - Subgénero Physalis
    - Physalis alkekengi L.)

  - Subgénero Physalodendron
    - Physalis arborescens L.
    - Physalis melanocystis Bitter

  - Subgénero Quincula
    - Quincula lobata (syn. Physalis lobata)

  - Subgénero Rydbergis
    - Sección Angulatae
      - Physalis acutifolia (Miers) Sandwith
      - Physalis ampla Waterf.
      - Physalis angulata L.
      - Physalis campechiana
      - Physalis carnosa Standley
      - Physalis crassifolia Benth.
      - Physalis lagascae Roem. & Schult.
      - Physalis microcarpa Urb. & Eckman
      - Physalis philadelphica Lam.)
      - Physalis solanacea (syn. Margaranthus solanaceous)
      - Physalis sulphurea (Fernald) Waterf.

    - Sección Campanulae
      - Physalis campanula Standl. & Steyerm.
      - Physalis glutinosa Schlecht.

    - Sección Coztomatae
      - Physalis aggregata Waterf.
      - Physalis angustior Waterf.
      - Physalis chenopodifolia Lam.
      - Physalis coztomatl Dunal
      - Physalis greenmanii Waterf.
      - Physalis hintonii Waterf.
      - Physalis lassa Standley & Steyerm. *
      - Physalis lignescens Waterf. *
      - Physalis longiloba Vargas, M. Martínez & Dávila *
      - Physalis longipedicellata Waterf.
      - Physalis mcvaughii Waterf. *
      - Physalis orizabae Dunal *
      - Physalis pennellii Waterf.
      - Physalis philippiensis Fernald
      - Physalis pringlei Greenm.
      - Physalis sancti-josephi Dunal
      - Physalis subrepens Waterf.
      - Physalis waterfallii Vargas, M. Martínez & Dávila *

    - Sección Epeteiorhiza
      - Physalis angustiphysa Waterf.
      - Physalis cordata Mill.
      - Physalis grisea (Waterf.) M. Martínez
      - Physalis ignota Britton
      - Physalis latiphysa Waterf.
      - Physalis leptophylla B.L. Rob. & Greenm.
      - Physalis minuta Griggs
      - Physalis missouriensis Mack. & Bush
      - Physalis neomexicana Rydb.
      - Physalis nicandroides Schlecht.
      - Physalis patula Mill.
      - Physalis porrecta Waterf.
      - Physalis pruinosa L.
      - Physalis pubescens L.
      - Physalis tamayoi Vargas, M. Martínez & Dávila *

    - Sección Lanceolatae
      - Physalis caudella Standl.
      - Physalis fendleri A. Gray
      - Physalis gracilis Miers
      - Physalis hastatula Waterf.
      - Physalis hederifolia A. Gray
      - Physalis heterophylla Nees
      - Physalis ingrata Standley
      - Physalis lanceolata Michx.
      - Physalis longifolia Nutt.
      - Physalis muelleri Waterf.
      - Physalis peruviana L.)
      - Physalis pumila Nutt.
      - Physalis queretaroensis M. Martínez & L. Hernández *
      - Physalis sordida Fernald
      - Physalis virginiana Mill.
      - Physalis volubilis Waterf.

    - Sección Rydbergae
      - Physalis minimaculata Waterf.
      - Physalis rydbergii Fernald

    - Sección Tehuacanae
      - Physalis tehuacanensis Waterf.

    - Sección Viscosa
      - Physalis angustifolia Nutt.
      - Physalis cinerascens A. S. Hitchcock
      - Physalis mollis Nutt.
      - Physalis vestita Waterf.
      - Physalis viscosa L.
      - Physalis walteri Nutt.

## Nombre común
- En Argentina varias especies de este género se conocen como alquequenje, entre ellas Physalis viscosa[6] siendo "camambú"[6][7][8] el nombre patrón propuesto por Petetín en 1984.[9] Además, distintas especies de este género se denominan popularmente "pocote de víbora",[6][7]"revientacaballo",[6][7]"tomatillo",[6] "uvilla camambú"[6][7] y "uvilla del campo".[6][7]
- En Perú se conoce como "aguaymanto" y "capulí".
- En Ecuador se encuentra fácilmente con el nombre de "uvilla".
- En Paraguay se denomina camambú en castellano y kamambu en guaraní.
- En México se conoce con el nombre de "coztomate" y en idioma otomí como "depe".
- En Colombia se conoce como "uchuva".
- En el oriente de Bolivia se conoce popularmente como "motojobobo".[10]